# Gerhard Palitzsch

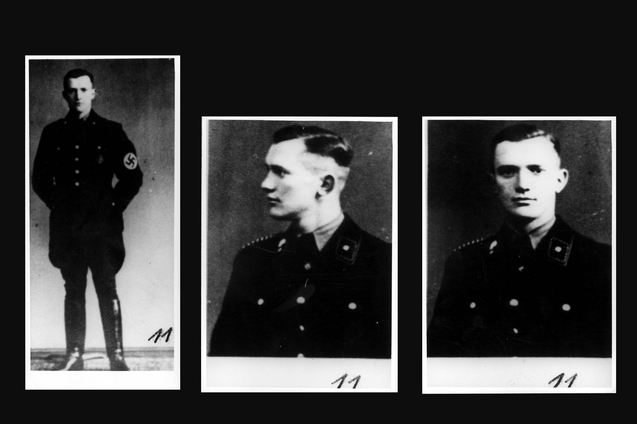
Gerhard Palitzsch.Fotografía tomada en torno al 1940.

Gerhard Arno Max Palitzsch. Nacido el 17 de julio de 1913, en las cercanías de Dresde, Alemania - † Presuntamente el 7 de diciembre de 1944, en Hungría.  Fue un Suboficial alemán de las SS con el rango de Hauptscharführer, notorio por su participación en el Holocausto judío en el Campo de concentración de Auschwitz.

## Inicio
Ingresa a las SS, el 15 de marzo de 1933, con el número de afiliado 79.466. Al principio de su carrera como Suboficial, Palitzsch sirvió en los campos de concentración de Lichtenburg, Buchenwald, y Sachsenhausen, donde era Blockführer (Jefe de Bloque de Prisioneros). Desde Sachsenhausen fue transferido hacia Auschwitz en 1940.

## En Auschwitz
Durante su traslado se llevó 30 prisioneros desde Sachsenhausen, a quienes colocó como Funktionshäftlinge (prisioneros con funciones especiales). Palitzsch fue el primer Rapportführer y utilizó su posición para llevar a cabo un extenso terror entre los prisioneros.  Participó activamente en las ejecuciones ante el Muro negro.  Palitzsch alegaba a sus compañeros de las SS, que era responsable de la ejecución de al menos 25,000 personas con disparos en la nuca.  Al igual que muchos de los otros funcionarios de los campos de concentración, se enriqueció robando y tomando la propiedad de los deportados y víctimas, razón por la cual fue sometido a Consejo de Investigación de las SS, por robo y corrupción.  Fue transferido en 1943 a un subcampo en Brno, Alemania, donde fue nombrado Comandante, pero en condición de transferencia penal. 
Algunos de los prisioneros de mayor confianza en los centro de trabajo de Auschwitz, que en realidad luchaban contra las autoridades del campo, tomaron piojos infectados por tifus y las colocaron en la ropa utilizada por el personal de las SS. Debido a su notoriedad, a Palitzsch se le dieron prendas de las infectadas, el mismo no resultó enfermo pero su esposa Luise falleció de esta enfermedad.  Después de esto, se cree que Palitzsch inició una relación sexual con una de las detenidas.

## Final
Brevemente después de su transferencia a Brno fue arrestado y enviado de nuevo a Auschwitz, para ser internado en la prisión de funcionarios del Bloque 11.   Acusado de “Faltas a la Raza”, por haber tenido relaciones sexuales con una persona "no-Aria" y por robo.  Palitzsch fue sentenciado a muerte, pero su sentencia fue revisada siendo degradado a simple soldado de la SS y remitido a una Unidad Penal. En junio de 1944, fue asignado a la División 4, "Polizei", muriendo en combate el 7 de diciembre de 1944, en la conocida batalla de Budapest, fue enterrado momentáneamente en la carretera hacia Budapest y en años posteriores fue exhumado y enterrado nuevamente en el Cementerio de Guerra de Budaois, en la autopista de Viena a Budapest.